# Danaea crispa
Danaea crispa är en kärlväxtart som beskrevs av Endres. Danaea crispa ingår i släktet Danaea, och familjen Marattiaceae. Inga underarter finns listade i Catalogue of Life.